# Nadie quiere la noche
Nadie quiere la noche (en inglés: Endless Night) es una película dramática de 2015 dirigida por Isabel Coixet. Fue seleccionada para abrir la 65.ª edición del Festival Internacional de Cine de Berlín. La película transcurre en 1908 en Groenlandia y es una coproducción internacional entre España, Francia y Bulgaria.

## Sinopsis
La historia sucede en Groenlandia en 1908. Josephine Peary (personaje histórico), valiente y segura, se embarca en un peligroso viaje en busca de su marido, el explorador ártico Robert Peary, que está buscando una ruta hasta el Polo Norte.

## Reparto
- Rinko Kikuchi como Allaka.
- Juliette Binoche como Josephine Peary.
- Gabriel Byrne como Bram Trevor.
- Matt Salinger como Capitán Spalding.
- Velizar Binev como Fiódor.
- Ciro Miró como Cyrus.

## Premios y nominaciones
| Premio       | Categoría                     | Nominado                                        | Resultado |
| ------------ | ----------------------------- | ----------------------------------------------- | --------- |
| Premios Goya | Mejor película                | Mejor película                                  | Nominada  |
| Premios Goya | Mejor director                | Isabel Coixet                                   | Nominada  |
| Premios Goya | Mejor actriz protagonista     | Juliette Binoche                                | Nominada  |
| Premios Goya | Mejor fotografía              | Jean Claude Larrieu                             | Nominada  |
| Premios Goya | Mejor dirección artística     | Alain Bainée                                    | Nominada  |
| Premios Goya | Mejor dirección de producción | Andrés Santana y Marta Miró                     | Ganadores |
| Premios Goya | Mejor diseño de vestuario     | Clara Bilbao                                    | Ganadora  |
| Premios Goya | Mejor maquillaje y peluquería | Pablo Perona, Paco Rodríguez H. y Sylvie Imbert | Ganadores |
| Premios Goya | Mejor música original         | Lucas Vidal                                     | Ganador   |

#### Premios Platino
| Año  | Categoría             | Nominado    | Resultado |
| ---- | --------------------- | ----------- | --------- |
| 2016 | Mejor Música Original | Lucas Vidal | Nominado  |